# Pennington, Hampshire
Pennington är en ort i civil parish Lymington and Pennington, i distriktet New Forest, i grevskapet Hampshire, i England. Ward hade 6 147 invånare år 2021. Pennington var en civil parish 1911–1932 när blev den en del av Lymington. Civil parish hade 1 246 invånare år 1931.